# Вербівці (Шепетівський район)
Вербі́вці́ — село в Україні, у Ленковецькій сільській територіальній громаді Шепетівського району Хмельницької області. Населення становить 803 особи.

## Географія
Селом протікає річка Хомора.

## Історія
У 1906 році село Сульжинської волості Ізяславського повіту Волинської губернії. Відстань від повітового міста 20 верст, від волості 1. Дворів 245, мешканців 1368.
7 (20) листопада 1917 року, відповідно до Третього Універсалу Української Центральної Ради, увійшло до складу Української Народної Республіки.

## Населення
Згідно з переписом УРСР 1989 року чисельність наявного населення села становила 898 осіб, з яких 397 чоловіків та 501 жінка.
За переписом населення України 2001 року в селі мешкала 801 особа.

### Мова
Розподіл населення за рідною мовою за даними перепису 2001 року:
| Мова       | Відсоток |
| ---------- | -------- |
| українська | 97,26 %  |
| російська  | 2,49 %   |
| молдовська | 0,12 %   |
| циганська  | 0,12 %   |

## Пам'ятник
1967 року в селі встановлено пам'ятник загиблим у Другій світовій війні. Скульптор Михайло Кордіяка, архітектор І. Тимчишин.

## Пам'ятки природи
У селі розташована ботанічна пам'ятка природи «Вербовецькі дуби», а на північ від села — ботанічна пам'ятка природи «Липова алея».

## Відомі люди
- Іськова-Миклащук Олена Володимирівна (народилася 1983) — українська поетеса, авторка двох збірок, лауреатка літературних конкурсів. Член Національної спілки письменників України. Працює завучем у місцевій школі.